# Devernois (entreprise)
Devernois est une entreprise de prêt-à-porter dont le siège social est basé à Le Coteau, en France.

## Histoire
La société est fondée en 1927 par Claudius Devernois. Elle est spécialisée dans le domaine du tricotage de maille française, la conception, la fabrication et la commercialisation de vêtements féminins et d'accessoires.
Séverine Brun reprend la marque créée par son grand-père en 2005. Elle est directrice générale de la société et présidente de Createch, l'école de formation continue et par alternance spécialisée dans le textile, depuis l'année 2000.
Éric Foucault (cabinet Prosphères) prend la présidence de l'entreprise fin 2018 et remplace Thierry Brun,.

## Activités
La marque est présente dans 138 magasins, dont 38 à l'étranger. 
Fin 2018, on comptait 113 points de vente implantés en Europe.
C'est en France, à Roanne, siège historique de l’entreprise, que la maille est pensée, créée, tricotée et contrôlée, à partir de fils provenant de filatures italiennes.